# Chrysosoma exilipes
Chrysosoma exilipes är en tvåvingeart som beskrevs av Octave Parent 1935. Chrysosoma exilipes ingår i släktet Chrysosoma och familjen styltflugor. Inga underarter finns listade i Catalogue of Life.